# 関西ニューアート
関西ニューアート（かんさいニューアート）は、かつて大阪府大阪市西成区にあったストリップ劇場。
関西ニューアートのすぐ隣には、大衆演劇場の鈴成座があった。

## 歴史
2007年（平成19年）4月頃から12月頃まで営業禁止処分を受けた。

## 利用案内
- 営業時間：12時30分～20時30分
- 入場料金：5,000円
  - 割引で4,000円、イベント時は割引無し
- 座席数：50席
- 所在地：大阪府大阪市西成区鶴見橋2-9-1

## アクセス
- 大阪市営地下鉄四つ橋線花園町駅より徒歩5分
- 大阪市営バス梅南2丁目停留所より徒歩3分
- 大阪市営バス鶴見橋商店街停留所より徒歩2分
- 南海電鉄高野線萩ノ茶屋駅より徒歩10分